# Screaming for Vengeance
Screaming for Vengeance er det ottende studiealbum fra det britiske heavy metal-band Judas Priest. Albummet blev indspillet i Ibiza Sound Studios, Ibiza, Spanien og mixede i Beejay Recording Studios og Bayshore Recording Studios i Florida, hvor det efterfølgende blev udgivet den 17. juli 1982. I maj 2001 blev en kvalitetsforbedret cd udgivet. Det heavy metal og hårde rock-album indeholdt en mere mainstreamsøgende lyd end Judas Priests forrige udgivelser.  
Screaming for Vengeance nåede plads 11 på den britiske hitliste og nummer 17 på Billboard 200 Pop Albums. Den 19. oktober 1982 fik albummet tildelt guld af RIAA, platin den 18. april 1983 og dobbelt platin den 16. oktober 2001. Dette inkluderede også deres hit "You've Got Another Thing Comin'" og en af deres mest sunget numre til sceneoptrædener "Electric Eye."

## Spor
Alle sangene er skrevet af Rob Halford, K.K. Downing og Glenn Tipton, medmindre der står andet noteret.
1. "The Hellion" – 0:41
2. "Electric Eye" – 3:39
3. "Riding on the Wind" – 3:07
4. "Bloodstone" – 3:51
5. "(Take These) Chains" (Bob Halligan, Jr) – 3:07
6. "Pain and Pleasure" – 4:17
7. "Screaming for Vengeance" – 4:43
8. "You've Got Another Thing Comin'" – 5:09
9. "Fever" – 5:20
10. "Devil's Child" – 4:48

### 2001 Bonusnumre
1. "Prisoner of Your Eyes" – 7:12
2. "Devil's Child" (Live) – 5:02

## Musikere
- Rob Halford – Vokal
- K.K. Downing – Guitar
- Glenn Tipton – Guitar
- Ian Hill – Bas
- Dave Holland – Trommer

## Coverversioner
Iced Earth indspillede en coverversion af titelsporet "Screaming for Vengeance" på deres hyldestalbum Tribute to the Gods.

## Fodnoter
1. ↑  allmusic ((( Screaming for Vengeance > Overview ))) (Webside ikke længere tilgængelig)